# Триплатинапразеодим
Триплатинапразеодим — бинарное неорганическое соединение
платины и празеодима
с формулой PrPt3,
кристаллы.

## Получение
- Сплавление стехиометрических количеств чистых веществ:

{\displaystyle {\mathsf {3Pt+Pr\ {\xrightarrow {1820^{o}C}}\ PrPt_{3}}}}

## Физические свойства
Триплатинапразеодим образует кристаллы
кубической сингонии,
пространственная группа P m3m,
параметры ячейки a = 0,40650 нм, Z = 1,
структура типа тримедьзолота AuCu3
.
Соединение образуется по перитектической реакции при температуре ≈1820°С.